# الغباری، منطقه مسکونی
الغباری یک محله در مصر است که در استان اسکندریه واقع شده‌است.